# Туора-Кюёль (Таттинский улус)
Туора́-Кюёль (якут. Туора Күөл) — село в Таттинском улусе Якутии России. Административный центр и единственный населённый пункт Жулейского наслега.

## География
Село расположено на северо-востоке центральной части региона, на левом берегу реки Татта, на расстоянии 35 км от посёлка городского типа Ытык-Кюёль, административного центра улуса.

## История
Согласно Закону Республики Саха (Якутия) от 30 ноября 2004 года N 173-З N 353-III село возглавило образованное муниципальное образование Жулейский наслег.

## Население
| 2002 | 2010 | 2011 | 2012 | 2013 | 2014 | 2015 | 2016 | 2017 | 2018 | 2019 |
| ---- | ---- | ---- | ---- | ---- | ---- | ---- | ---- | ---- | ---- | ---- |
| 620  | ↘597 | ↘596 | ↘582 | ↘562 | ↘556 | ↘549 | ↘530 | ↗548 | ↘545 | ↘518 |
| 2020 | 2021 |      |      |      |      |      |      |      |      |      |
| ↗535 | ↗550 |      |      |      |      |      |      |      |      |      |

Национальный состав
Согласно результатам переписи 2002 года, в национальной структуре населения якуты составляли 80 % из 620 чел.

## Улицы
| - ул. 50 лет Победы, - ул. Братьев Алексеевых, - ул. Братьев Осиповых, - ул. Егорова, | - ул. Ипподромная, - ул. Матерей Героинь, - ул. Молодёжная, - ул. Озёрная, | - ул. Павших Воинов, - ул. Сайсарская, - ул. Табахырова, - ул. Ф. Щукина. |

## Экономика
развито животноводство (мясо-молочное скотоводство, мясное табунное коневодство), возделываются картофель, овощи и кормовые культуры.

## Инфраструктура
Действуют дом культуры, средняя общеобразовательная школа, учреждения здравоохранения и торговли, Туора-Кюельский филиал МКУК «Таттинская межпоселенческая библиотечная система».

## Транспорт
Через село проходит автодорога «Ытык-Кюель — Туора-Кюель — Дэбдиргэ».